# Litteratim
Litteratim, similmente a verbatim, è un avverbio latino che significa lettera per lettera.
Da qui l'endiadi "verbatim ac litteratim", ossia "parola per parola e lettera per lettera", indicando una citazione più che fedele all'originale.